# スロバキア語版ウィキペディア
スロバキア語版ウィキペディア（スロバキアごばんウィキペディア、スロバキア語: Slovenská Wikipédia）は、ウィキメディア財団が運営する多言語百科事典プロジェクト「ウィキペディア」のスロバキア語版である。2003年10月に開始された。活発化しだしたのは2004年の夏ごろから。2005年9月には記事総数が15,000となる。2006年8月には50,000。2007年6月1日には70,000を突破した。

## 概要
| \| 国別編集回数の割合 出典 \| 国別編集回数の割合 出典 \| 国別編集回数の割合 出典 \| 国別編集回数の割合 出典 \| 国別編集回数の割合 出典 \| \| ----------------------- \| ----------------------- \| ----------------------- \| ----------------------- \| ----------------------- \| \| \| \| \| \| \| \| スロバキア \| スロバキア \| \| 88.8% \| 88.8% \| \| チェコ \| チェコ \| \| 6.0% \| 6.0% \| \| ドイツ \| ドイツ \| \| 1.7% \| 1.7% \| \| スウェーデン \| スウェーデン \| \| 0.9% \| 0.9% \| \| ウクライナ \| ウクライナ \| \| 0.9% \| 0.9% \| \| ベルギー \| ベルギー \| \| 0.9% \| 0.9% \| \| アイルランド \| アイルランド \| \| 0.9% \| 0.9% \| |              |  |       |       |
| 国別編集回数の割合 出典 |              |  |       |       |
| |              |  |       |       |
| スロバキア | スロバキア   |  | 88.8% | 88.8% |
| チェコ | チェコ       |  | 6.0%  | 6.0%  |
| ドイツ | ドイツ       |  | 1.7%  | 1.7%  |
| スウェーデン | スウェーデン |  | 0.9%  | 0.9%  |
| ウクライナ | ウクライナ   |  | 0.9%  | 0.9%  |
| ベルギー | ベルギー     |  | 0.9%  | 0.9%  |
| アイルランド | アイルランド |  | 0.9%  | 0.9%  |

スロバキア語版ウィキペディアには2018年5月現在、約22万5000記事存在し、過去30日以内に活動した利用者は524名、管理者は8名いる。
また、スロバキア語版ウィキペディアはスラヴ語派の言語で書かれたウィキペディアの中でブルガリア語版に次いで規模が8番目に大きい。また、活動的な利用者、という面でみると、スラヴ語派のウィキペディア内でブルガリア語版に次いで7番目に多い。
2015年2月5日に20万記事を達成した際の20万記事目はMars 1(日本語版)であった。

## 画像

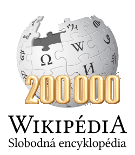
2015年2月5日の20万記事達成を記念したロゴ